# Universität Cagliari

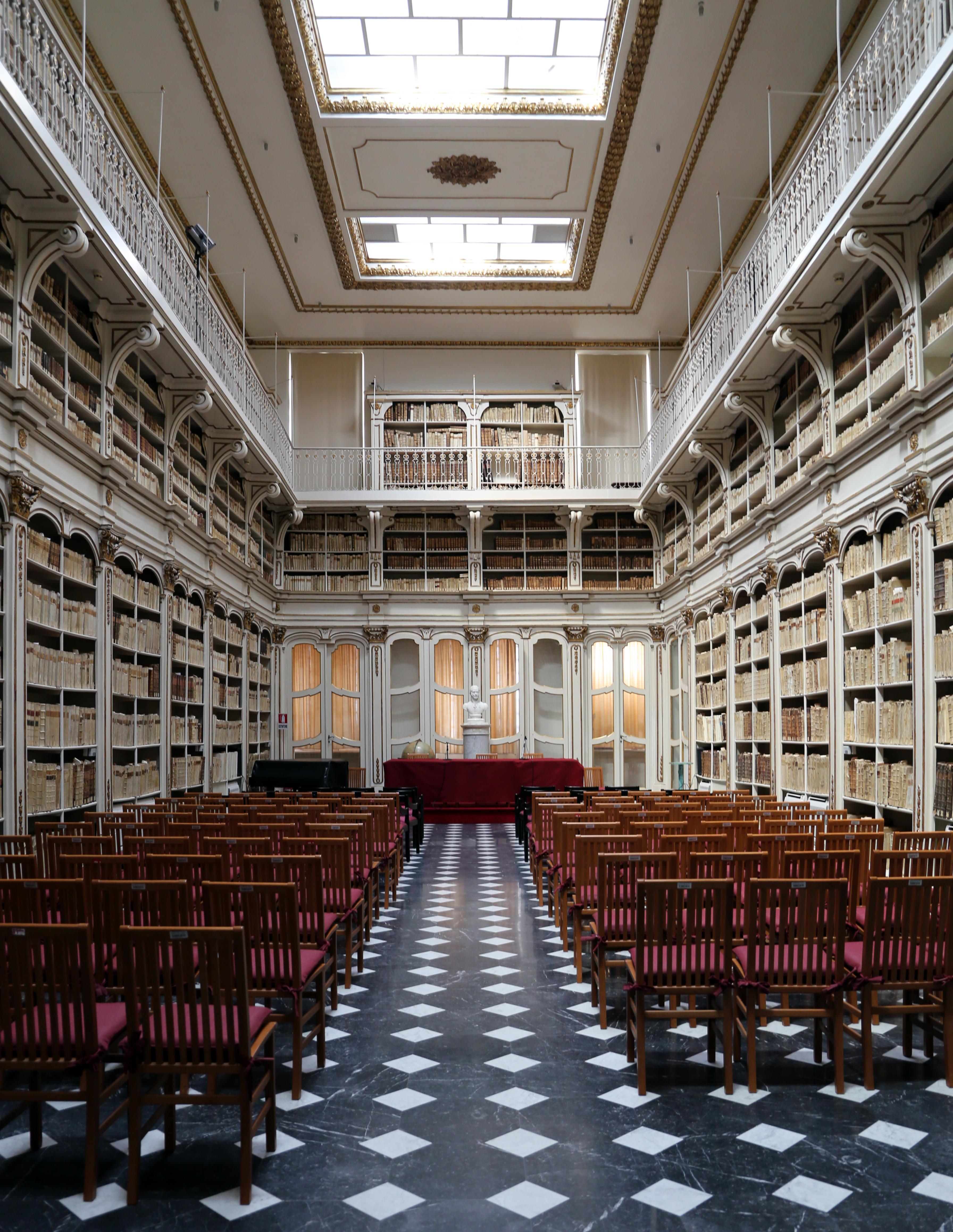
Die Universitätsbibliothek

Die Universität Cagliari (UniCa, italienisch Università degli Studi di Cagliari) ist eine Hochschule in Cagliari. Sie ist eine der älteren Universitäten in Italien. Sie wurde 1620 gegründet und ist auch unter ihrem lateinischen Namen Universitas Studiorum Caralitana bekannt. Rektor ist seit April 2021 der Statistikwissenschaftler Francesco Mola.

## Gliederung
Die Universität ist in 6 Fakultäten und 17 Abteilungen unterteilt:
1. Ingenieurwissenschaften und Architektur
2. Biologie und Pharmazie
3. Medizin und Chirurgie
4. Human-/Geisteswissenschaften
5. Wirtschafts-, Rechts- und Politikwissenschaft
6. Naturwissenschaften

Es sind 24.890 Studierende (Stand 2022) an der Universität immatrikuliert. Etwas über 1.000 Personen arbeiten als Lehrpersonal und etwas über 1.000 Personen zählen zum technischen und administrativen Personal. Zum Lehrkörper kommen jährlich noch rund 200 Gastprofessoren hinzu.

## Rektoren
Quelle: Cronologia Rettori dell’Ateneo
- Cosma Excarcioni (1626–1627)
- Ambrogio Machin (1627–1640)
- Giovanni Cao (1640–1642)
- Bernardo de la Cabra (1642–1644)
- Gerolamo Cao (1644–1647)
- Antioco Soler (1650–1653)
- Giorgio Carcassona (1653–1655)
- Francesco Gallo (1661–1664)
- Serafino Esquirro (1664–1667)
- Pietro Sanna (1686–1697)
- Ilario Galcerin (1697–1700)
- Gavino Aquena (1700–1703)
- Emanuele Asquer (1703–1704)
- Saturnino Carta (1704–1713)
- Giovanni Leonardo Sanna (1713–1720)
- Gerolamo Valonca (1720–1721)
- Antonio Carcassona (1721–1728)
- Salvatore Angelo Cadello (1728–1734)
- Edoardo Sanna (1734–1737)
- Angelo Maria Carta (1737–1754)
- Francesco Ignazio Detory Pinna (1754–1757)
- Francesco Ignazio Guiso (1757–1764)
- Giovanni Borgna (1843–1848)
- Rafaele Furcas (1849–1852)
- Giovanni Meloni Baille (1852–1856)
- Francesco Ortu (1856–1857)
- Giovanni Spano (1857–1868)
- Antioco Loru (1868–1872)
- Patrizio Gennari (1872–1875)
- Pasquale Umana (1875–1876)
- Gaetano Loy (1876–1882)
- Gavino Scano (1882–1883)
- Luigi Zanda (1883–1885)
- Antioco Loru (1885–1886)
- Luigi Zanda (1886–1888)
- Giuseppe Todde (1888–1890)
- Giuseppe Missaghi (1890–1891)
- Enrico Gandolfo (1891–1892)
- Ignazio Fenoglio (1892–1896)
- Giuseppe Missaghi (1896–1897)
- Antonio Fais (1897–1898)
- Gaetano Orrù (1898–1900)
- Ignazio Fenoglio (1901–1906)
- Roberto De Ruggiero (1907–1910)
- Pio Colombini (1910–1911)
- Cesare Sacerdoti (1912–1913)
- Oddo Casagrandi (1913–1915)
- Roberto Binaghi (1915–1931)
- Alberto Serra (1931–1932)
- Mario Aresu (1932–1935)
- Giovanni Cao di San Marco (1935–1936)
- Giuseppe Brotzu (1936–1945)
- Ernesto Puxeddu (1945–1947)
- Antonino D’Angelo (1947–1955)
- Giuseppe Peretti (1955–1970)
- Alberto Boscolo (1970–1974)
- Giuseppe Aymerich (1974–1979)
- Duilio Casula (1979–1991)
- Pasquale Mistretta (1991–2009)
- Giovanni Melis (2009–2015)
- Maria Del Zompo (2015–2021)
- Francesco Mola (seit 2021)

## Radio
Das „Unica Radio“-Projekt wurde am 8. Oktober 2007 innerhalb der Universität ins Leben gerufen. Dabei handelt es sich um ein Universitätsradio, das von Studierenden des RadUni-Vereins betrieben wird und auch in DAB+ gesendet wird.